# Maria Neumann
Maria Neumann, anteriormente Smodics-Neumann (nascida a 5 de Abril de 1970), é uma política austríaca do Partido Popular que desempenha funções como membro do Conselho Nacional desde 2018. De 2020 a 2024, serviu como vice-presidente do comité de defesa.